# Pseudeuchromia curzola
Pseudeuchromia curzola är en fjärilsart som beskrevs av Swinhoe 1902. Pseudeuchromia curzola ingår i släktet Pseudeuchromia och familjen mätare. Inga underarter finns listade i Catalogue of Life.